# El Salvador, Zacatecas
El Salvador är en ort i Mexiko.   Den ligger i kommunen Noria de Ángeles och delstaten Zacatecas, i den centrala delen av landet, 400 km nordväst om huvudstaden Mexico City. El Salvador ligger 2 148 meter över havet och antalet invånare är 105.
Terrängen runt El Salvador är huvudsakligen platt, men åt nordväst är den kuperad. Runt El Salvador är det ganska glesbefolkat, med 21 invånare per kvadratkilometer. Närmaste större samhälle är Loreto, 19,5 km väster om El Salvador. Trakten runt El Salvador består till största delen av jordbruksmark.